# Ramón Llorente Lázaro
Ramón Llorente Lázaro (Madrid, 24 de enero de 1820 - 27 de julio de 1880) fue un veterinario y zoólogo español.

## Biografía
Licenciado en la Escuela de Veterinaria de Madrid (1841). Graduado en la Facultad de Ciencias y en el Colegio de San Carlos. Profesor de historia natural en el Instituto de Lugo (1841). En 1846 vicecatedrático de la Escuela de Veterinaria, y en 1847 director interino. En 1861 fue académico fundador de la Real Academia Nacional de Medicina de España. Después de la revolución de 1868 fue nombrado nuevamente director de la Escuela de Veterinaria y en 1870 fue elegido académico de la Real Academia de Ciencias Exactas, Físicas y Naturales.  Miembro del Consejo de Sanidad (1873). Estudió la domesticación de animales y la zoología aplicada.

## Obras
- Compendio de la bibliografía de la Veterinaria española (1856)